# Тухар
Тухар (слч. Tuhár) насељено је мјесто са административним статусом сеоске општине (слч. obec) у округу Лучењец, у Банскобистричком крају, Словачка Република.

## Становништво
| Година:    | 1994. | 2004.    | 2014.    | 2024.    |
| ---------- | ----- | -------- | -------- | -------- |
| Број људи: | 471   | 414      | 370      | 326      |
| Разлика:   |       | -12,10 % | -10,62 % | -11,89 % |

| Година:    | 2023. | 2024.   |
| ---------- | ----- | ------- |
| Број људи: | 333   | 326     |
| Разлика:   |       | -2,10 % |

Према подацима о броју становника из 2011. године насеље је имало 378 становника.